# Избиение депутатов в здании Верховного Совета Республики Беларусь
Избиение депутатов в здании Верховного Совета Республики Беларусь (бел. Збіццё дэпутатаў у будынку Вярхоўнага Савета Беларусі) произошло в ночь с 11 на 12 апреля 1995 года, когда неизвестные сотрудники силовых органов избили и вывезли из Верховного Совета Республики Беларусь 19 депутатов от парламентской фракции Белорусского народного фронта «Возрождение», которые голодали в знак несогласия с референдумом, инициированным президентом Республики Беларусь Александром Лукашенко.

## Предпосылки

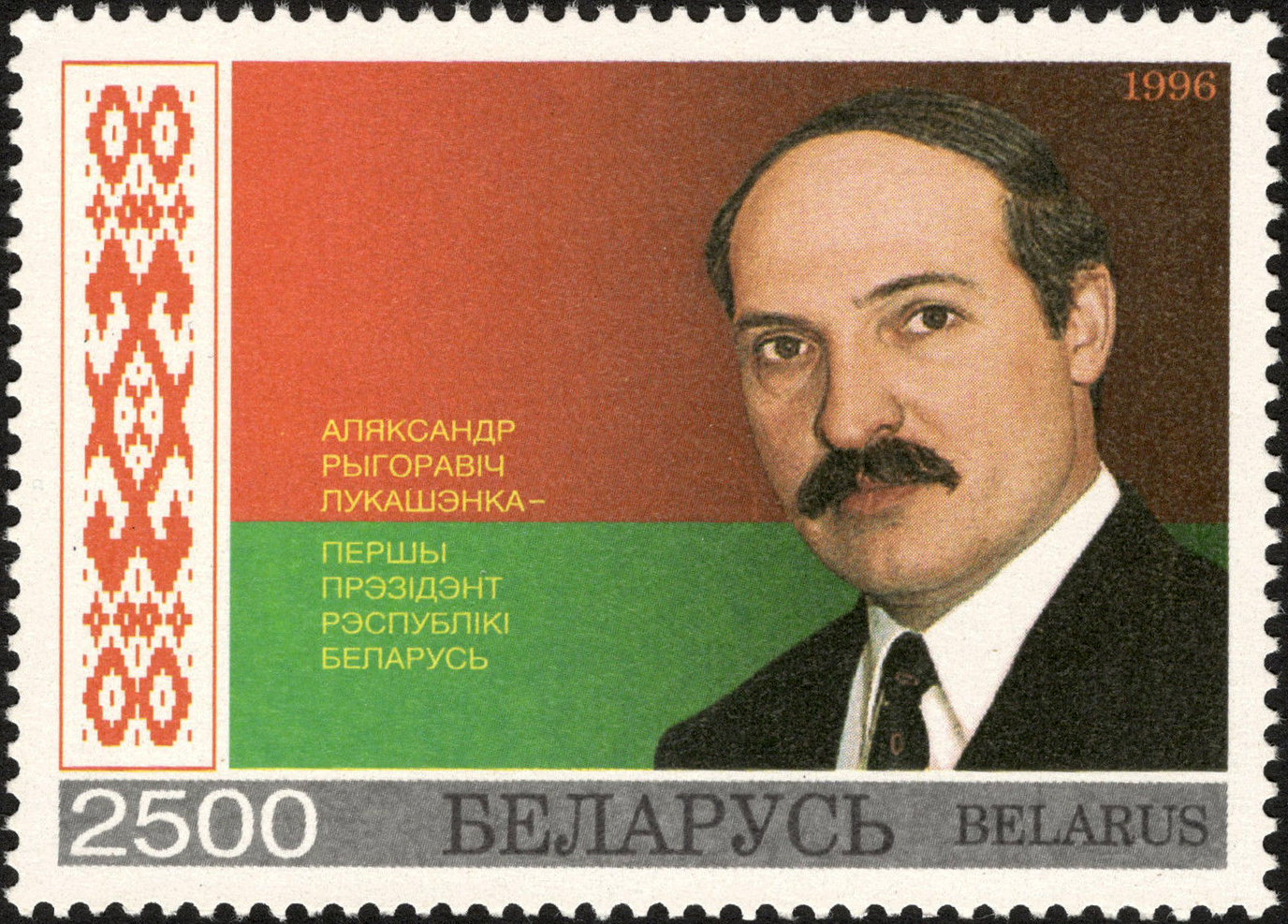
Почтовая марка, 1996 год, Лукашенко на фоне нового флага Беларуси

В начале 1995 года президент Беларуси Александр Лукашенко заявил, что, согласно Конституции страны, собирается провести референдум о смене национальной символики, предоставлении государственного статуса русскому языку и денонсации Беловежского соглашения. Вскоре была также организована поддержка инициативы со стороны депутатов. На то время по закону президент страны не мог назначать референдумы, а лишь инициировать рассмотрение этого вопроса Верховным Советом Республики Беларусь.
18 марта 1995 года в газете «Звезда» (бел. Звязда) появились обращения к Лукашенко, подписанные 74 депутатами Верховного Совета Беларуси. Одно из них было посвящено изменению государственных символов, другое — предоставлению русскому языку статуса второго государственного. Депутаты заявили, что «Погоня» и бело-красно-белый флаг, «которыми пользовались прислужники Гитлера», приобретают особое значение в преддверии 50-й годовщины победы в Великой Отечественной войне и негативно воспринимаются в народе. «Учитывая, что Беларусь является суверенным государством, это не очень хорошая идея — брать герб и флаг, хоть и дружественного, но другого суверенного государства — Литва, которые были утверждены их парламентом гораздо раньше, чем в нашей республике». Во втором обращении отмечалось, что Закон о языках Республики Беларусь нарушает Конституцию и другие международные акты, а также ограничивает права граждан.
7 апреля 1995 года Союз писателей Республики Беларусь обратился к Верховному Совету с просьбой защитить государственные язык и символику.
23 марта и 24 марта в Верховном Совете проходили обсуждения вопросов, выдвинутых Лукашенко на референдум. Оппозиционные депутаты заявляли о несоответствии инициативы Лукашенко Конституции и законам, а также о потенциальной угрозе раскола в белорусском обществе. Согласно 3-й статье Закона о референдуме Республики Беларусь, где указано, что «на республиканский референдум не выносятся вопросы, которые нарушают неотъемлемые права народа … на суверенную национальную государственность, государственные гарантии существования белорусской национальной культуры и языка, и вопросы, которые могут вызвать нарушение территориальной целостности». Вопрос о языке попадал в эту категорию, и поэтому референдум, с точки зрения оппозиции, был неконституционным.
В своём выступлении Александр Лукашенко заявил, что все эти вопросы (кроме права президента на роспуск парламента) присутствовали в его избирательной программе. Особое внимание он уделил теме языка и символики.

## Голосования в Верховном Совете

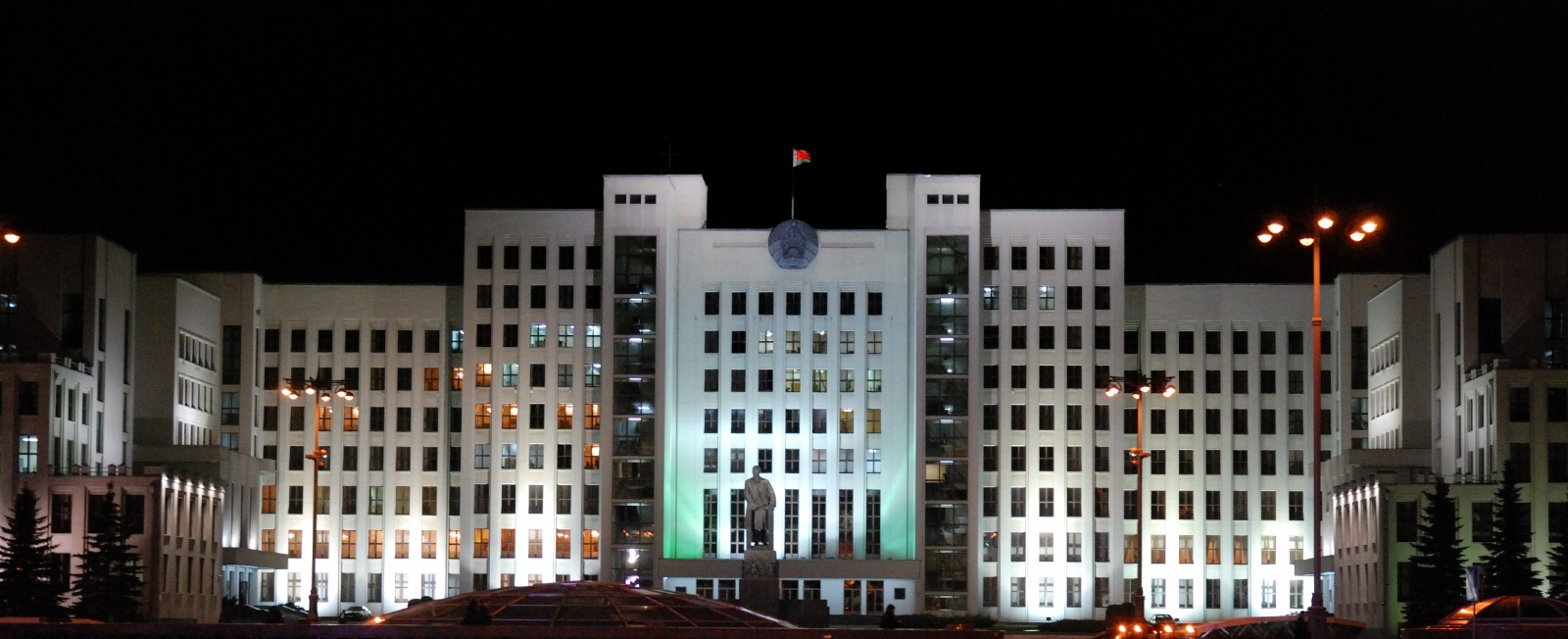
Здание правительства, где проводились заседания Верховного Совета Республики Беларусь в апреле 1995 г.

10 апреля дебаты по референдуму продолжались. Тексты предложенных вопросов несколько раз менялись. Депутат Наумчик вспоминает, что на тот момент депутаты, которые в большинстве происходили из советской партийной номенклатуры, голосовали по вопросам языка и символики. 10 апреля члены оппозиции согласились принять радикальные меры.
11 апреля 1995 года Верховный Совет Республики Беларусь на заседании в Овальном зале Дома правительства (который принадлежал Администрации Президента), начал дебаты с выступлений депутатов Крыжановского, Беленького и Позняка. Они заявили о незаконности проведения такого референдума и о нарушениях законодательных актов вместе с Конституцией. После этого депутаты от оппозиции объявили голодовку, встали со своих мест, подошли на середину зала и сели перед Президиумом возле трибуны.
Председатель Верховного Совета Мечислав Гриб заявил, что по закону Парламент должен рассмотреть предложение президента и проголосовать. После этого перед депутатами выступил Геннадий Моисеев, который был возмущён тем, что накануне на государственном телеканале «ТБК» была показана агитация за предложение Лукашенко, но ни одному депутату не дали слова на телевидении. В этот момент в зале появился Лукашенко, который заявил, что не откажется от своих предложений, и депутаты должны их рассмотреть.
Результат голосования по всем вопросам следующий:
- «Согласны ли вы с приданием русскому языку равного статуса с белорусским?» — положительно проголосовало 124 депутата (из 238 депутатов), когда для принятия решения требовалось 152 голоса.
- «Поддерживаете ли Вы предложение об установлении новых Государственного флага и Государственного герба Республики Беларусь?» — поддержало 150 депутатов.
- «Согласны ли вы с необходимостью внесения изменений в Конституцию Республики Беларусь, которые предусматривают возможность досрочного прекращения президентом Республики Беларусь полномочий Верховного Совета в случаях систематического или грубого нарушения Конституции?» — «за» проголосовало лишь 86 депутатов.
- «Поддерживаете ли вы действия президента Республики Беларусь, направленные на экономическую интеграцию с Российской Федерацией?» — только этот вопрос набрал достаточное количество голосов, а именно 180.

После отклонения парламентом президентского предложения о проведении референдума Александр Лукашенко заявил, что парламент должен был голосовать за все 4 вопроса сразу и что проведёт референдум без санкции Верховного Совета.

## События в ночь с 11 на 12 апреля
Ещё вечером депутат Галина Семдянова получила информацию о том, что против участников голодовки может быть применена сила. Зенон Позняк обратился к Мечиславу Грибу с просьбой обеспечить им охрану, и тот сказал, что руководство КГБ пообещало отправить своих людей.
После вечера президентская охрана выдвинула журналистам требование покинуть зал. Остаться удалось лишь корреспондентке «Радио Свобода» Елене Радкевич. В 22:10 на телеканале «ТБК» в выпуске новостей был показан репортаж о голодовке депутатов, в котором прозвучали такие слова: «Президент пытался решить проблему мирным путём, но он исчерпал все возможности».
В 23:00 в Овальный зал зашёл начальник охраны Михаил Цесовец вместе с руководителем службы охраны президента Вячеславом Королёвым. Вместе с ними было несколько десятков человек в военной и милицейской форме, а также неизвестные в кожаных куртках. Цесовец заявил, что по телефону было сообщено о том, что в здании парламента заложена бомба, и выдвинул приказ покинуть здание, поскольку проводится эвакуация. Цесовец сослался на приказ Мечислава Гриба покинуть помещение, но депутаты связались со спикером и узнали, что Гриб такого приказа не давал. Тогда Цесовец приказал людям, которые были с ним, принудительно вывести депутатов из зала, но они отказались, ссылаясь на уголовную ответственность за нарушение депутатской неприкосновенности. Цесовец и Королёв решили самостоятельно выгнать депутатов. Сначала они вытащили из кресла Бориса Гюнтера, потом Игоря Герменчука, но депутаты сопротивлялись, и дальнейшие попытки не удались.
Пока шла потасовка, группа сапёров обследовала Овальный зал в поисках бомбы.
Несколько депутатов спустились на первый этаж, потому что все двери были открыты. Милиция предлагала им выйти на улицу, на площадь, без гарантий возможности вернуться в зал. Депутатам также удалось дать интервью через закрытые стеклянные двери журналистам, которые ждали их на улице. Те рассказали, что во двор Дома правительства заехал кортеж и в кабинете Президента включился свет. Сергей Наумчик и Олег Трусов утверждают, что видели во дворе президентский лимузин и считают, что сам Лукашенко в то время приехал к зданию правительства.
В 00:41 ночи 12 апреля сапёры завершили осмотр здания, протокол от депутатов подписали Олег Трусов и Борис Гюнтер.
В 02:35 первым людей в камуфляже заметил Валентин Голубев, который перед тем открыл двери в вестибюль. Он кричал: «Подъём! Военные с автоматами и в масках!». Голубев рассказал, что в фойе, выстроившись несколькими рядами, стояли военные в форме, вооружённые, в масках с противогазами, всего «пятьсот-шестьсот человек». Голодающие сели в ложе, где обычно сидят члены Президиума Верховного Совета.
В 02:48 в зал зашли Цесовец, Королёв и неизвестный в военной одежде (позже Наумчик идентифицировал его как Юрия Бородича, на тот момент командира спецназа, который позже станет начальником службы охраны Лукашенко). Депутатам было предоставлено 5 минут для выхода из помещения. Депутаты договорились между собой, что будут сопротивляться, когда их начнут выгонять из помещения: они сцепятся друг с другом, и если нападающие смогут разорвать цепь, то они будут пытаться срывать маски и цепляться сколько есть сил за столы и стулья, оказывая полное сопротивление.
В 02:51 мгновенно открылись все двери зала, и туда ворвалось около 200 человек в чёрных масках и тёмных комбинезонах, за ними бежали спецназовцы в касках, респираторах и с дубинками, а по всему периметру зала стояли автоматчики.
Потом Беленький рассказывал, что один из первых мужчин в чёрном сделал в воздухе сальто и ударил Позняка в грудь. Германчук вспоминал: «Они набросились со всех сторон. Сначала вытаскивали тех, кто сидел сбоку. Трое сразу наскочили на Позняка, начали его душить, давить пальцами на глаза». Позняк и Германчук сумели сорвать маски с нескольких нападавших. Лидера оппозиции били особенно жестоко, Навумчик позже писал: «Один „горилла“ ударил его ногой в грудь, другой душил и давил на глаза. Затем, когда его выводили, били об стену. Судебно-медицинская экспертиза зафиксировала у него пять травм различной степени тяжести».
Лявон Борщевский вспоминал, что ему скрутили руки за спину, «причём так, что мой подбородок оказался ниже колен. Меня потащили сквозь поперечный проход, который пролегал вдоль заднего ряда депутатских кресел. У стульев в цепочке стояли военные в камуфляже и полном вооружении, и каждый из них старался ударить меня ботинком в лицо».
Воспоминания Лявона Борщевского: «Могли бы просто вывести. Но били очень сильно. Сапогами в лицо, выламывали руки, били дубинками, наставив автоматы, на что не было никакой необходимости. Мы же были безоружны». По словам депутата Голубева: «Я помню такой момент, когда двое неизвестных выкрутили мне руки так, что я стоя ударился головой об пол, и в этот момент били дубинкой по хребту, и ноги онемели. Меня просто потащили. Я уже не мог сопротивляться».
Всех депутатов жёстко били, пока выводили из здания Верховного Совета. После этого их поместили в милицейские машины. В машинах у депутатов спросили их домашние адреса, но те сказали везти их в прокуратуру. Там же ночью были вызваны двое дежурных прокуроров и было составлено заявление. Туда же прибыла скорая помощь.
В 4 часа утра все депутаты собрались возле гостиницы «Октябрьская» и отправились в медицинскую комиссию, которая была расположена неподалёку на улице Красноармейской. Туда же пришли журналисты.

## 12 апреля
В 6 часов после окончания медицинского осмотра избитые депутаты сообщили о событиях Мечиславу Грибу. Он принял их в своём кабинете вместе с вице-спикером Иваном Бамбизой и генеральным прокурором Василием Шолодоновым. Генеральный прокурор заявил, что его уже проинформировали о ночных обращениях депутатов в прокуратуру, и что он возбуждает уголовное дело (насчёт этого дела даже состоялось заседание коллегии Генеральной прокуратуры). По словам Наумчика, Гриб назвал случившееся государственным преступлением и решил срочно собрать Президиум Верховного Совета.
Члены Президиума Верховного Совета были шокированы ночными событиями. Председатель парламентской комиссии по вопросам экологии Борис Савицкий заявил, что после избиения депутатов в Верховном Совете есть только два возможных варианта: либо начать процедуру импичмента Александра Лукашенко, либо самораспуститься. «Беларусь никогда так близко не приближалась к грани гражданской войны», — сказал Гриб. Он предложил обсудить ситуацию на заседании Верховного Совета.
В это время возле Дома правительства начала собираться небольшая толпа протестующих, которых отталкивала милиция. Избитых депутатов милиция не пустила к Зданию правительства, заявив, что вход в здание разрешён только по списку, а их имён там нет. Генерального прокурора Шолодонова, прибывшего на место событий, также не пустили в здание. Сгруппировавшись вместе, депутатам удалось прорваться через отряд милиции и попасть в Овальный зал.
Депутаты сразу заявили, что после ночных событий проводить заседание в подконтрольном президенту Доме правительства, а не в здании Верховного Совета, нельзя. Гриб в это время старался выяснить у Лукашенко, что произошло, и попытаться решить конфликт. В конце концов заседание началось в Доме правительства. После обеда на заседание пришли министр обороны Анатолий Костенко и начальник охраны дома Михаил Цесовец. Они заявили, что по поручению Лукашенко они обеспечивали безопасность для присутствующих в здании депутатов, которых просто вывели из Дома правительства и развезли домой.
В ответ на заявления Алесь Шут поднял рубашку и показал синяки от дубинок. Вдруг раздался возглас депутата: «Вам недостаточно дали!». В своей книге Наумчик указывает, что это кричал Николай Дементей, бывший председатель Верховного Совета БССР.
Валентин Голубев рассказал, как людей били, и требовал показать всем кадры, снятые двумя видеокамерами. Гриб ответил, что их обязательно увидят все депутаты, и что Лукашенко лично пообещал это сделать. После этого был объявлен перерыв до 16 часов, когда к депутатам обещал прийти президент. В 16:00 депутаты от оппозиции заявили, что в доме правительства ничего делать не будут, и они переносят свою голодовку к зданию Верховного Совета, который не относится к Администрации президента.
Во время своего выступления Лукашенко стремился доказать, что именно депутаты от оппозиции виноваты в «дестабилизации ситуации» и что военные ничего плохого с депутатами не сделали — наоборот, спасали им жизнь, а сами депутаты не голодали, а ели и даже пили ночью.
«Когда Цесовец, со слезами на глазах, позвонил мне около 12 часов ночи и сказал: Александр Григорьевич, по-хорошему не получается, они вынули ножи, достали лезвия. Во-первых, мол, мы разрежем себе вены, отрежем себе головы и вас порежем, всё тут зальём кровью. Ну, извините, такие угрозы в резиденции Президента — это уж слишком».
В тот же день депутаты, деморализованные давлением Лукашенко и нерешительным поведением Мечислава Гриба, проголосовали за ратификацию договора о двусторонних белорусско-российских отношениях. В тот же вечер депутаты от партии БНФ «Возрождение» приняли решение, в котором объявили об окончании политической голодовки.

## 13 апреля
13 апреля депутаты, без членов партии БНФ «Возрождение», быстрыми темпами ратифицировали Договор между Беларусью и Россией о совместных усилиях по защите государственной границы Республики Беларусь.
Впоследствии присутствующие депутаты Верховного Совета с нарушением процедуры приняли решение о проведении референдума. Его назначили на 14 мая 1995 года, хотя повторное голосование согласно установленной процедуре не разрешалось, кроме того, в соответствии с Конституцией Беларуси 1994 года внесение изменений и дополнений в документ было запрещено в течение последних шести месяцев полномочий парламента.
Одним из последних законов, принятых в этот день, было провозглашение 7 ноября (день Октябрьской революции) государственным праздником.

#### На белорусском языке
Наумчик С. Девяносто пятый = Дзевяноста пяты (бел.). — Библиотека свободы. 21 век, 2015. — 320 с. — ISBN 978-0-929849-73-7.